# Araneini
Araneini Simon, 1895 è una tribù di ragni appartenente alla famiglia Araneidae.

## Etimologia
Il nome deriva dal latino araneus, cioè ragno, con aggiunto il suffisso -ini, che designa l'appartenenza ad una tribù.

## Tassonomia
Al 2011, si compone di 45 generi:

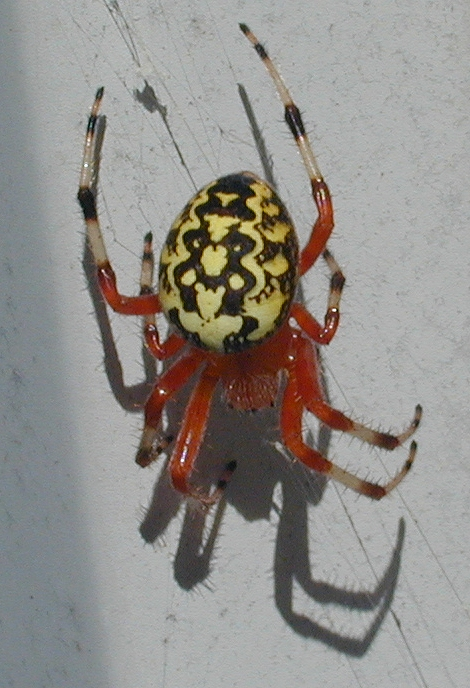
Araneus marmoreus

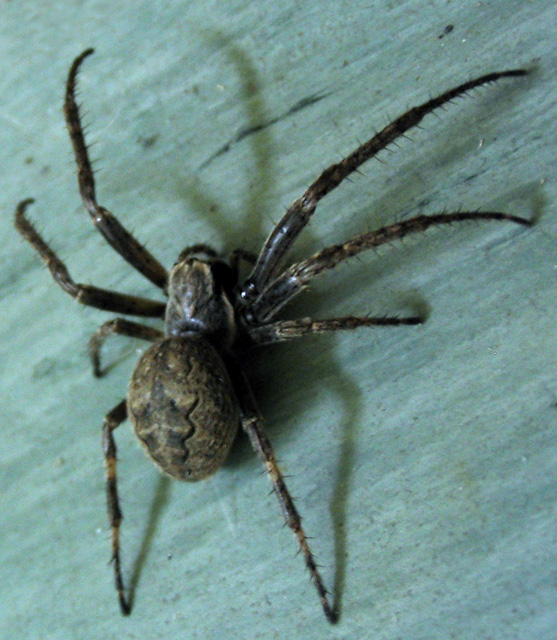
Nuctenea umbratica

1. Acanthepeira Marx, 1883 - Canada, USA, Messico, Brasile, Cuba
2. Acroaspis Karsch, 1878 - Australia occidentale, Nuovo Galles del Sud, Queensland
3. Actinosoma Holmberg, 1883 - dalla Colombia all'Argentina
4. Aculepeira Chamberlin & Ivie, 1942 - Regione paleartica, Brasile, Paraguay, Argentina
5. Agalenatea Archer, 1951 - Regione paleartica, Yemen, Etiopia
6. Alpaida O.P.-Cambridge 1889 - America centrale e meridionale
7. Amazonepeira Levi, 1989 - Brasile, Ecuador, Perù, Bolivia, Suriname
8. Araneus Clerck, 1757 - cosmopolita
9. Carepalxis L.Koch, 1872 - Australia, Paraguay, Argentina, dal Messico al Brasile
10. Cercidia Thorell, 1869 - Regione olartica, India
11. Chorizopes O.P.-Cambridge, 1870 - India, Cina, Madagascar, Vietnam
12. Cnodalia Thorell, 1890 - Sumatra, Giappone
13. Colaranea Court & Forster, 1988 - Nuova Zelanda
14. Collina Urquhart, 1891 - Tasmania
15. Cryptaranea Court & Forster, 1988 - Nuova Zelanda
16. Dubiepeira Levi, 1991 - Perù, Colombia, Brasile, Venezuela
17. Epeiroides Keyserling, 1885 - dal Costarica al Brasile
18. Gibbaranea Archer, 1951 - Regione paleartica
19. Heurodes Keyserling, 1886 - Cina, Filippine, Singapore, Tasmania
20. Lewisepeira Levi, 1993 - Panama, Messico, Giamaica, Porto Rico
21. Metazygia F. O. P.-Cambridge 1904 - Brasile, Colombia, USA, Panama, Antille
22. Metepeira F. O. P.-Cambridge, 1903 - Americhe
23. Milonia Thorell, 1890 - Sumatra, Giava, Borneo, Singapore
24. Molinaranea Mello-Leitão, 1940 - Cile, Argentina
25. Nemosinga Caporiacco, 1947 - Tanzania
26. Nicolepeira Levi, 2001 - Cile
27. Novakiella Court & Forster, 1993 - Australia, Nuova Zelanda
28. Novaranea Court & Forster, 1988 - Nuova Zelanda
29. Nuctenea Simon, 1864 - Regione paleartica
30. Ocrepeira Marx, 1883 - USA, America centrale e meridionale
31. Pararaneus Caporiacco, 1940 - Africa, Medio Oriente, Madagascar
32. Parawixia F. O. P.-Cambridge, 1904 - America centrale e meridionale, dall'India alle Filippine
33. Perilla Thorell, 1895 - Myanmar, Vietnam, Malaysia
34. Pherenice Thorell, 1899 - Camerun
35. Pozonia Schenkel, 1953 - dal Messico a Panama, Paraguay, Cuba, Giamaica
36. Rubrepeira Levi, 1992 - dal Messico al Brasile, Guyana
37. Scoloderus Simon, 1887 - dagli USA all'Argentina
38. Singa C. L. Koch, 1836 - cosmopolita, ad eccezione dell'America meridionale
39. Spinepeira Levi, 1995 - Perù
40. Tatepeira Levi, 1995 - Honduras, Brasile, Colombia, Bolivia
41. Wagneriana F.O.P.-Cambridge 1904 - Messico, Colombia, Costarica, Brasile, Perù, Paraguay
42. Wixia O.P.-Cambridge, 1882 - Brasile, Guyana, Bolivia
43. Yaginumia Archer, 1960 - Cina, Corea, Giappone, Taiwan
44. Zealaranea Court & Forster, 1988 - Nuova Zelanda
45. Zilla C. L. Koch, 1834 - Italia, Cina, dall'Europa all'Azerbaigian